# Diaphananthe rohrii
Espèce
Synonymes
- Angorchis rohrii (Rchb.f.) Kuntze[1]
- Angraecum quintasii Rolfe[1]
- Angraecum rohrii Rchb.f.[1]
- Diaphananthe alfredii Geerinck[1]
- Diaphananthe quintasii (Rolfe) Schltr.[1]
- Mystacidium quintasii (Rolfe) R.Rice[1]

Diaphananthe rohrii est une espèce de plantes de la famille des Orchidées et du genre Diaphananthe, présente dans de nombreux pays d'Afrique tropicale.